# Vuursteen

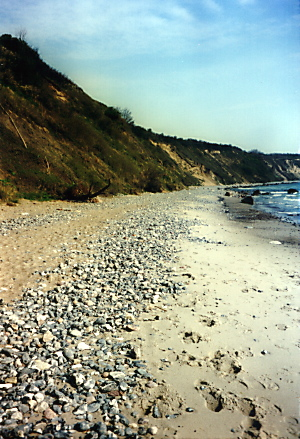
Krijtkust met vuursteen, Kaap Arkona op het eiland Rügen in Duitsland

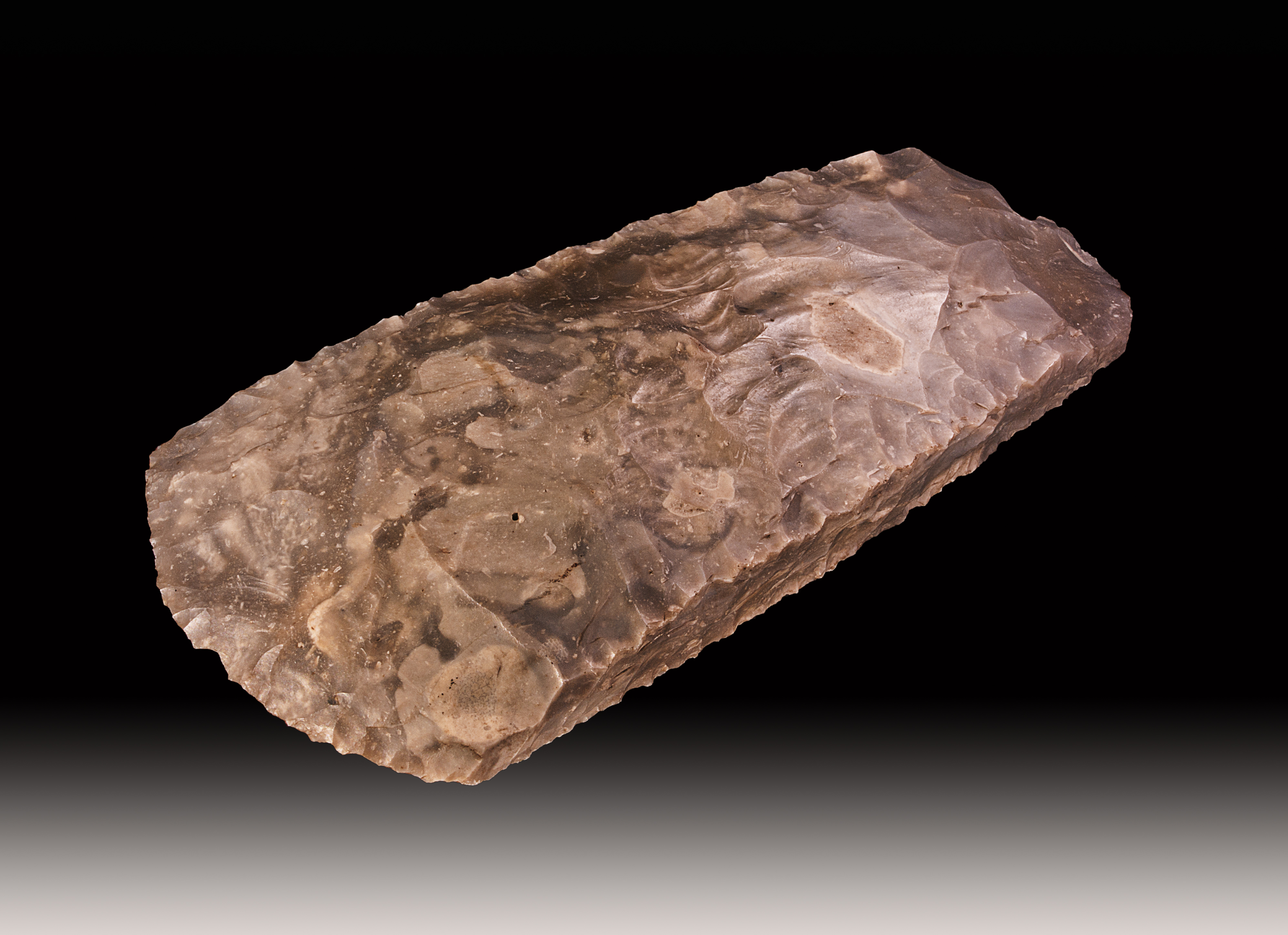
Bijl van vuursteen uit het Neolithicum, 19,1 cm lang

Vuursteen of keisteen, ook silex of flint, is een gesteente dat vaak in klompen in kalksteen wordt aangetroffen en meestal bruin of grijs van kleur is. 
Dergelijke klompen worden in de geologie concreties genoemd. De in het tijdperk van het Laat-Krijt afgezette vuursteenconcreties zijn zeer vormrijk en variëren van langwerpige platen tot gewei- en botvormige stenen.
Vuursteen bestaat uit cryptokristallijn siliciumdioxide (kwarts) en veel (chemisch gebonden) kristalwater. Het is een erg hard (7 op de Hardheidsschaal van Mohs), klastisch gesteente dat voornamelijk aangetroffen wordt in opgevulde graafgangen van kreeftachtigen. Bij een harde slag op een stuk vuursteen ontstaat er vaak een schelpvormig breukvlak met scherpe kanten. Dit ontstaat door een spanningsgolf in het gesteente door de inslag.
Het gesteente wordt vuursteen genoemd, omdat een slag met een stuk vuursteen op een stuk ijzer of pyriet kan resulteren in vonken, waarmee, met de nodige ervaring, een droog, brandbaar materiaal (zoals een plukje los katoen of gedroogd mos, of tondelzwam) aangestoken kan worden. De vonken ontstaan door kleine ijzerdeeltjes die spontaan in de lucht oxideren waarbij veel warmte vrij komt zodat de deeltjes gaan gloeien.

## Prehistorie
In prehistorische tijden (de steentijd) maakten mensen zoals de neanderthalers en de vroege moderne mens stenen gebruiksvoorwerpen, zoals schrabbers, pijlpunten, bijlen en klingen, bij voorkeur van dit materiaal.
Aan de mate van verfijning van het product en de gebruikte technieken kan vrij nauwkeurig worden geschat hoe oud het voorwerp is. Omdat dergelijke gebruiksvoorwerpen in tegenstelling tot menselijk en dierlijk weefsel, hout en textiel niet vergaan, zijn ze, naast al dan niet bewerkte botten en potscherven, vrijwel de enige sporen die we hebben van de prehistorische mens.

### België en Nederland

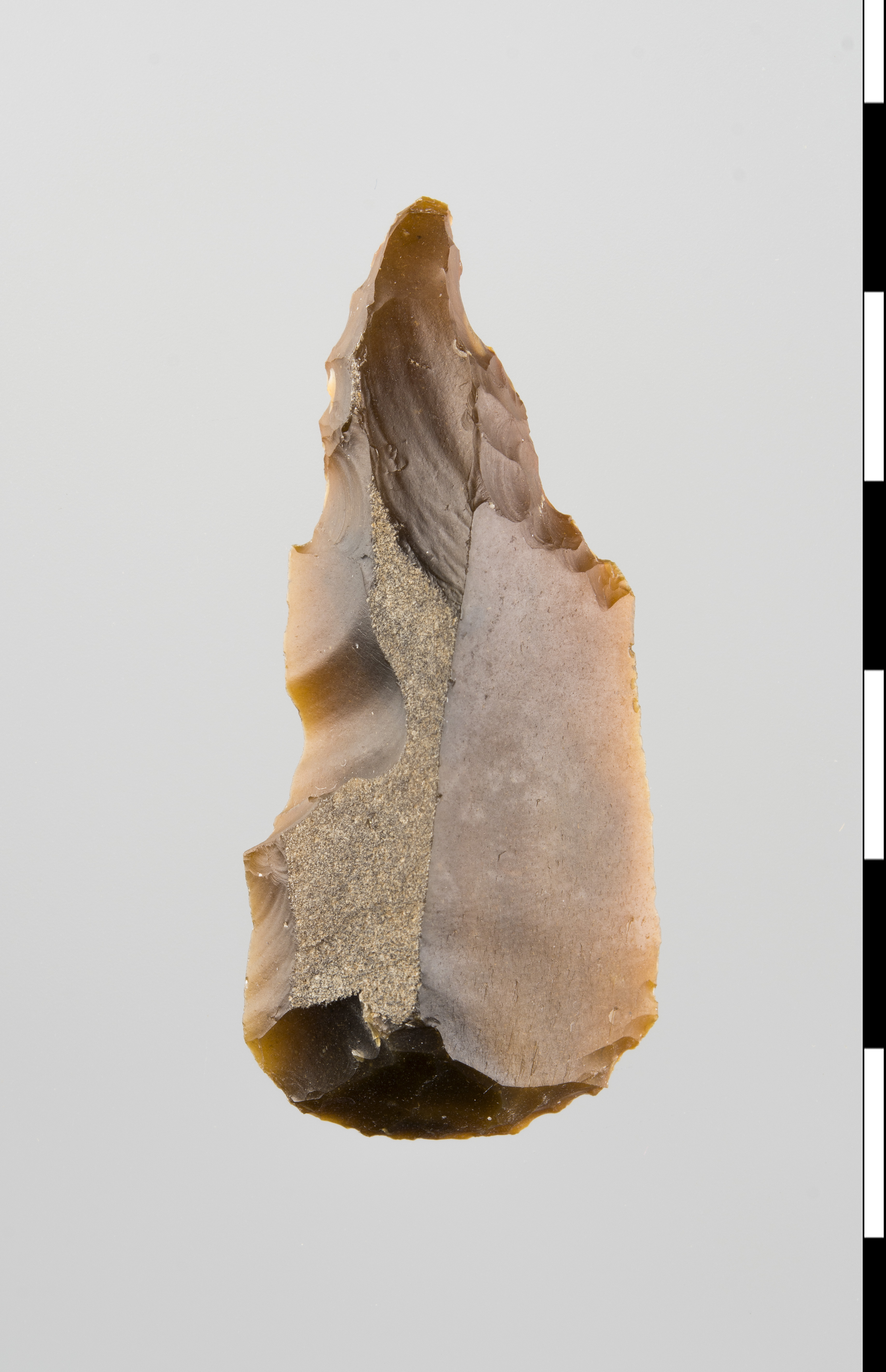
Vuurstenen paleolithisch combinatiewerktuig, een steker en een schrabber, gevonden in Stroe (Gelderland)

Ook in België en Nederland kunnen op vele plaatsen vuurstenen werktuigen worden aangetroffen, en plaatsen waar mensen in de steentijd vuurstenen werktuigen maakten.
Soms zijn de onbruikbare scherven van een klomp zo dicht bij elkaar blijven liggen dat een flink aantal nog steeds aan elkaar kan worden gepast, wat het mogelijk maakt een goed inzicht te krijgen in de methode van de oorspronkelijke bewerking. Daarnaast hebben in recente decennia veel (amateur)archeologen zich bekwaamd in het maken van vuurstenen gebruiksvoorwerpen wat ook veel inzicht in de benodigde vaardigheden en technieken heeft opgeleverd. Vuurstenen voorwerpen kunnen verder verwerings- en gebruikssporen vertonen die meer inzicht geven in de manier waarop ze zijn gebruikt en of ze lang aan het oppervlak hebben gelegen.
De vuursteenmijnen te Spiennes, ten zuidoosten van Bergen in België, zijn meer dan 100 hectare groot. Het is het grootste en oudste complex van vuursteenmijnen in Europa en behoort tot de werelderfgoedlijst van de UNESCO.
Tussen Rijckholt en Sint Geertruid in Nederlands Limburg bevinden zich in het Savelsbos de vuursteenmijntjes Schone Grub en de vuursteenmijnen van Rijckholt waar tussen 3950 v.Chr. en 2650 v.Chr. vuursteen is gedolven. Deze vuurstenen werden gebruikt om wapens en gebruiksvoorwerpen van te maken. Het is het oudste bekende voorbeeld van mijnbouw in Nederland. Als gevolg van de opgravingen in Rijckholt in de jaren 1960 werd er in Maastricht meermaals een Internationaal Vuursteensymposium gehouden en later ook in andere landen.
Eveneens in Nederlands Limburg bevinden zich de vuursteenmijnen van Valkenburg waar rond 3300 v.Chr. vuursteen gedolven is.
In Eben-Emael bevindt zich het silex-museum in de toren van Eben-Ezer.
Op Texel spoelen geregeld vuurstenen pijlpunten en andere stukken vuursteen aan.

## Vuursteenmijnen
- vuursteenmijnen van Rijckholt en de vuursteenmijntjes Schone Grub bij Rijckholt, Nederland
- vuursteenmijnen van Valkenburg in Valkenburg, Nederland
- Vuursteenmijnen Biebosch bij Valkenburg, Nederland
- Neolithische vuursteenmijnen in Spiennes, België
- Grimes Graves in Norfolk, Engeland
- Alibates Flint Quarries National Monument, Verenigde Staten

## Vuursteenbank

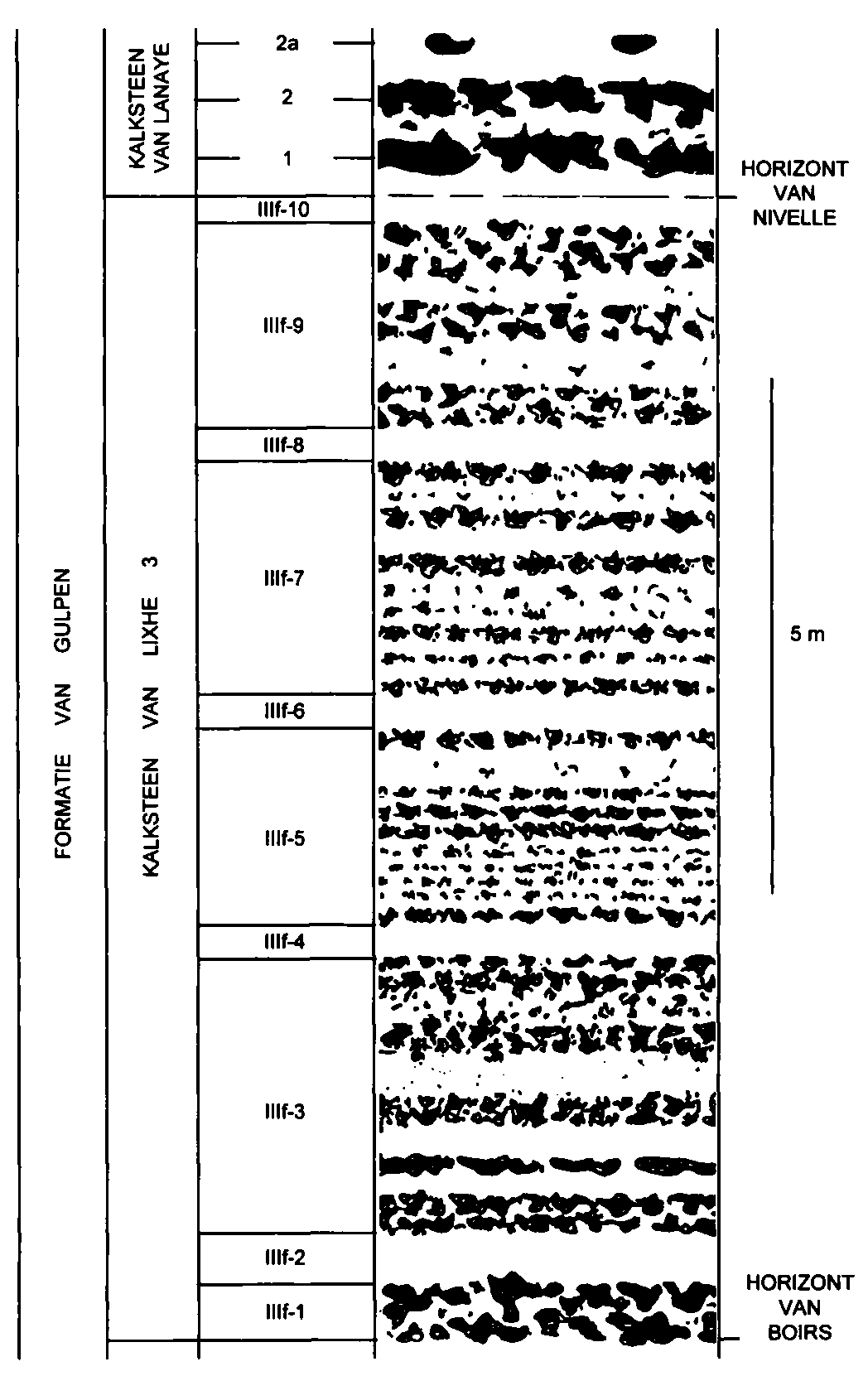
Verschillende vuursteenbanken in de Kalksteen van Lixhe 3

In de kalksteen waar vuursteen voorkomt, komt de vuursteen vaak niet wijd verspreid door het gesteente heen voor, maar zit het vuursteen in lagen die vuursteenbanken worden genoemd. Op sommige plekken zijn de verschillende vuursteenlagen samengegroeid tot een dikke vuursteenbank. De dikste bekende vuursteenbank ter wereld bevindt zich in de Groeve Blankenberg bij Cadier en Keer.